# Arbeiderswoningen Zandvoortweg e.o.
De arbeiderswoningen aan de Zandvoortweg en omgeving vormen een gemeentelijk monument in Baarn in de provincie Utrecht.
De 48 woningen en twee woon-winkelhuizen werden rond 1921 gebouwd in opdracht van de Bouwvereniging Sint-Joseph. Het complex aan de Zandvoortweg 155-181, Esdoornlaan 14-14, Lindenlaan 20-48 en Nachtegaallaan 40-50 bestaat uit zes typen woningen. De blokken van verschillende afmetingen omsluiten een binnenplaats met onder andere een poortgebouw.
Een soortgelijke opzet werd gebruikt voor woningen die in deze tijd werden gebouwd aan het Mesdagplein en de Rozenstraat. De oorspronkelijke deuren en vensters zijn in de loop van de tijd vernieuwd, waarbij het gelijkvormige aanzicht van de woningen verloren is gegaan.